# Гридасов, Геннадий Иванович
Геннадий Иванович Гридасов (7 февраля 1945, Запорожье, УССР — 6 октября 2019) — советский и украинский художник-ювелир, член Союза художников Украины, участник всеукраинских и всесоюзных выставок искусства.
В 1964—1978 годах — гравёр на Запорожском титано-магниевом заводе. С 1978 года — художник на местном художественно-производственном комбинате. Принимал участие в первой выставке современного ювелирного искусства, состоявшейся в 1982 году в Музее исторических драгоценностей Украины. В 1985 году в родном городе была организована персональная выставка художника.
Ювелирные изделия Гридасова хранятся в Музее исторических драгоценностей Украины.
«Г. І. Гридасов (Запоріжжя) виточує з каменю шкатулки, прикрашаючи їх квітами, вирізьбленими з кольорового каміння. Використовуючи декоративні властивості самоцвітів, їх багату кольорову гаму, Гридасов утверджує емоційну силу природного каменю»
.